# Нагата, Масаёси
Масаёси Нагата (яп. 永田 雅宜, 9 февраля 1927 — 27 августа 2008) — японский математик, специалист по коммутативной алгебре и алгебраической геометрии. В 1958 году предъявил контрпример к утверждению четырнадцатой проблемы Гильберта.
Нагата родился в 1927 году, в 1947 году поступил в Нагойский университет, где был учеником Тадаси Накаямы. В 1950 году окончил университет и некоторое время работал ассистентом и лектором в Нагойском университете, а затем перешёл в Киотский университет, в 1963 году получив должность профессора, и оставался на этой должности до ухода на пенсию в 1990 году.
Нагата наиболее известен как автор ключевых контрпримеров: примера линейной алгебраической группы, алгебра инвариантов которой не является конечнопорождённой (отрицательно разрешившего 14-ю проблему Гильберта), примера полного алгебраического многообразия, которое невозможно вложить в проективное пространство, примера бесконечномерного нётерова кольца и других. Теорема Нагаты о компактификации утверждает, что любое алгебраическое многообразие допускает вложение в полное многообразие. Согласно гипотезе Нагаты об автоморфизмах, существуют автоморфизмы кольца многочленов от трёх переменных, которые невозможно представить в виде композиции «элементарных» автоморфизмов (такие автоморфизмы называются «дикими»). В 2003 году Шестаков и Умирбаев доказали, что предложенный Нагатой пример действительно является диким автоморфизмом.
В 1975—1978 годах Нагата был членом Исполнительного комитета Международного математического союза, в 1979—1982 годах — вице-президентом Союза. В 1986 году награждён премией Японской академии.

## Избранные работы
- Nagata, Masayoshi. Local rings. — New York-London: Interscience Publishers, 1962. — (Interscience Tracts in Pure and Applied Mathematics).
- Nagata, Masayoshi. On the imbeddings of abstract surfaces in projective varieties // Mem. Coll. Sci. Univ. Kyoto. Ser. A. Math. — 1957. — № 30. — С. 231–235. MR: 0094358
- Nagata, Masayoshi. On the fourteenth problem of Hilbert. (англ.) // Proc. Internat. Congress Math., Cambridge University Press. — 1958. — P. 459–462. Архивировано 2 ноября 2013 года.